# Hydrobiosis styx
Hydrobiosis styx là một loài Trichoptera trong họ Hydrobiosidae. Chúng phân bố ở miền Australasia.